# San Antonio de Cortés (ort)
San Antonio de Cortés är en ort i Honduras.   Den ligger i departementet Departamento de Cortés, i den västra delen av landet, 150 km nordväst om huvudstaden Tegucigalpa. San Antonio de Cortés ligger 582 meter över havet och antalet invånare är 4 955.
Terrängen runt San Antonio de Cortés är lite bergig. Runt San Antonio de Cortés är det ganska tätbefolkat, med 124 invånare per kvadratkilometer. Närmaste större samhälle är Potrerillos, 14,8 km nordost om San Antonio de Cortés. Omgivningarna runt San Antonio de Cortés är en mosaik av jordbruksmark och naturlig växtlighet.